# Deutscher Motorsport Verband

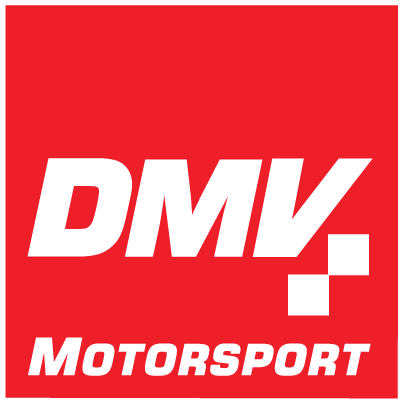

Der Deutsche Motorsport Verband e. V. (DMV) ist ein Sportverband des Automobil- und Motorradsports  mit Sitz in Frankfurt am Main. Der DMV wurde am 25. Februar 1923 in Halle (Saale) als „Deutscher Motorradfahrer Verband“ gegründet. Er ist zusammen mit den Verkehrsclubs ADAC und AvD Träger des Deutschen Motor Sport Bundes.
Gemeinsam mit seinen rund 500 Clubs bietet der DMV Motorsportlern in vielen Disziplinen die notwendigen Voraussetzungen und Strukturen zur Ausübung ihres Sports. Dabei legt der DMV als gemeinnütziger Verband einen besonderen Schwerpunkt auf die Nachwuchs- und Breitensportförderung. 

## Veranstaltungen
Der Deutsche Motorsport Verband führt jährlich bis zu 700 nationale wie internationale Motorsportveranstaltungen in Deutschland durch. Die Bandbreite reicht von Welt- und Europameisterschaften über Deutsche Meisterschaften bis hin zum historischen Sport und zum Tourensport für Motorräder und Automobile.
Neben klassischen Automobil-Rundstreckenrennen (z. B.DMV BMW-Challenge) und dem Motorrad-Straßenrennsport (z. B. DMV Rundstrecken Championship – DRC) bietet der DMV Motorsportlern in fast allen Disziplinen die notwendigen Voraussetzungen und Strukturen zur Ausübung ihres Sports. Dazu zählen mehr als 20 Motorsportarten, unter anderem Kartsport, Automobil-Slalom, Bergrennen, Motocross, Quad, Trial, Supermoto, Bahnsport, Eisspeedway, Enduro, Motorrad-Biathlon und Tourensport.

## Nachwuchsförderung
Einen wichtigen Beitrag leistet dabei die selbstverwaltete Nachwuchsorganisation, die Motorsportjugend (MSJ) im DMV, die auch Mitglied in der Deutschen Sportjugend, der Jugendorganisation des Deutschen Olympischen Sportbundes, ist. Durch Schulungen und Förderungen soll es jungen und talentierten Motorsportlern ermöglicht werden, sich im sportlichen Wettbewerb zu messen und sich bei entsprechenden Leistungen auch im internationalen Vergleich zu behaupten.
Bekannte Sportler, die dieses Programm des DMV absolviert hatten, sind die (ehemaligen) Formel-1-Fahrer Sebastian Vettel, Michael Schumacher, Timo Glock und Heinz-Harald Frentzen, oder – im Zweiradbereich – der ehemalige Moto2-Weltmeister Stefan Bradl.

## Präsidenten
- 1923–1934 Artur Vieregg
- 1949–1953 Curd Wedekind[1]
- 1953–1954 Julius Frucht
- 1954–1961 Toni Ulmen
- 1961–1962 Toni Stuck
- 1962–1975 Emil Vorster
- 1975–1993 Hans-Günther Meyer
- 1994 Herbert Kring
- 1995–2009: Jochen Lindner
- 2009–2011: Hans Robert Kreutz
- 2012–2021: Wilhelm A. Weidlich
- seit 2021: Gunther David